# Rifugio Gianni Casati

Rifugio Casati und Umgebung

Das Rifugio Gianni Casati (kurz Rifugio Casati, auch Rifugio Casati e Guasti, deutsch Casatihütte) ist eine Berghütte der Sektion Mailand des Club Alpino Italiano. Es liegt am Langenfernerjoch am Hauptkamm der Ortler-Alpen. Die im Nationalpark Stilfserjoch gelegene Hütte befindet sich in der italienischen Provinz Sondrio (Lombardei) nahe der Grenze zu Südtirol auf einer Höhe von 3254 m s.l.m.. Wenige Meter oberhalb der Hütte befindet sich auf 3270 m s.l.m. (nach anderen Quellen 3269 m s.l.m.) das Rifugio Guasti, das allerdings nur mehr als Not- und Winterlager Verwendung findet.

## Geschichte

Die Hallesche Hütte vor dem Gipfel des Monte Cevedale

Die Errichtung der Hütte begann im Jahr 1922 auf Initiative der Sektion Mailand des CAI. Der Standort der Hütte wurde hier gewählt, um eine optimale Verbindung des Valfurva, Sulden- und Martelltals zu erreichen, und die im Gebirgskrieg 1915–1918 zerstörten Hütten des Gebietes, insbesondere die Capanna Cedec und die Hallesche Hütte am Eisseepass, zu ersetzen. Material der Halleschen Hütte und eines Kriegsbaues wurde beim Bau der Casatihütte verwendet. Nachdem sich der Bau durch schlechtes Wetter verzögert hatte, wurde die Hütte am 9. Dezember 1923 feierlich eingeweiht und nach dem 1916 im Ersten Weltkrieg in Gorizia gefallenen italienischen Offizier Gianni Casati benannt. Dessen Vater hatte den Bau der Hütte finanziell unterstützt. Im Zuge der Popularisierung des Skisports wurden am Zufallferner Lifte erbaut und in der Casatihütte 1932 eine Skischule eingerichtet. Zu dieser Zeit wurde die Casatihütte sehr beliebt und musste mehrfach erweitert und modernisiert werden, sodass sie schließlich mehr Hotel- als Hüttencharakter hatte. Die Steigerung der Besucherzahlen zu dieser Zeit hatte 1934 auch die Erweiterung um das Zusatzgebäude zur Folge. 1986 wurde diese Hütte nach dem Mailänder CAI-Berater Alessandro Guasti benannt.
1985 wurde die Casatihütte renoviert, seit einer Modernisierung 2003 ist auf der Hütte auch fließendes Warmwasser verfügbar.

## Zugang
Zu erreichen ist die Hütte von Santa Caterina Valfurva über das Rifugio Pizzini (2706 m), von Sulden aus über die Schaubachhütte (2581 m) und den Suldenferner oder von Martell über den Langenferner. Versorgt wird die Hütte über eine Materialseilbahn, deren Talstation nahe dem Rifugio Pizzini liegt.

## Nachbarhütten
- Rifugio Pizzini
- Schaubachhütte
- Marteller Hütte
- Zufallhütte

## Gipfeltouren
- Suldenspitze (3376 m): 15 Minuten
- Monte Cevedale (3769 m): 2 Stunden
- Zufallspitzen (Vordere 3700 m, Hintere 3757 m): 2½ Stunden
- Königspitze (3851 m): 3½–4 Stunden

## Skitouren
Die Casati-Hütte eignet sich hervorragend für Skitouren unter anderem sind der Monte Cevedale und die Königsspitze möglich.

## Karten
- Tabacco Blatt 08 Ortlergebiet / Cevedale
- Tabacco Blatt 045 Latsch / Martell / Schlanders